# Ibaba
Ibaba (mađ. Ibafa) je selo u južnoj Mađarskoj.
Zauzima površinu od 29,3 km četvornih.

## Zemljopisni položaj
Nalazi se na 46° 9' sjeverne zemljopisne širine i 17° 55' istočne zemljopisne dužine, u dolini unutar Želica. Ibaba je 1,5 km sjeverno, Mamelik je 2 km sjeverozapadno, Almáskeresztúr je 3 km jugozapadno, Možgaj je 6,5 km jugozapadno, a Laslov je 6 km zapadno.

## Upravna organizacija
Upravno pripada Sigetskoj mikroregiji u Baranjskoj županiji. Poštanski broj je 7935.

## Promet
1,5 km sjeverozapadno od sela prolazi željeznička pruga.

## Povijest
1333. se selo spominje kao Ibafalwa. Selo je bilo posjedom obitelji Jeszenszky.
1974. mu je upravno pripojen zaselak Điriva (mađ. Gyűrűfű), a 1978. selo Korpád.

## Stanovništvo
Ibaba ima 250 stanovnika (2001.). Mađara je preko 90%. 44% je rimokatolika, 7% je kalvinista, 30% bez vjere, a nepoznato i neizjašnjene vjere je 18%.
U 18. stoljeću izvori bilježe doseljene Hrvate i Nijemce.

## Zanimljivosti
Selo je poznato diljem Mađarske.
U selu se od 1968. nalazi Muzej lula. Svojevremeno je u 20. st. u selu bio svećenik koji je često pušio drvenu lulu i s njom ga se moglo vidjeti na raznim mjestima. Jednom je na njega naišao novinar i sročio jezikolomku

"Az ibafai papnak fapipája van, ezért az ibafai papi pipa papi fapipa",

što bi u prijevodu značilo 

"Svećenik iz Ibabe ima drvenu lulu, tako da svećenička lula iz Ibabe je svećenička drvena lula".

## Poznate osobe
Začasni kanonik Đakovsko-srijemske biskupije Stjepan Zagorac 1965. je godine bio župnik u Ibabi.

## Vanjske poveznice
- (mađ.) O Ibabi na vendegvaro.hu  Arhivirana inačica izvorne stranice od 11. ožujka 2007. (Wayback Machine)
- Ibaba na fallingrain.com